# Tan y Muriau

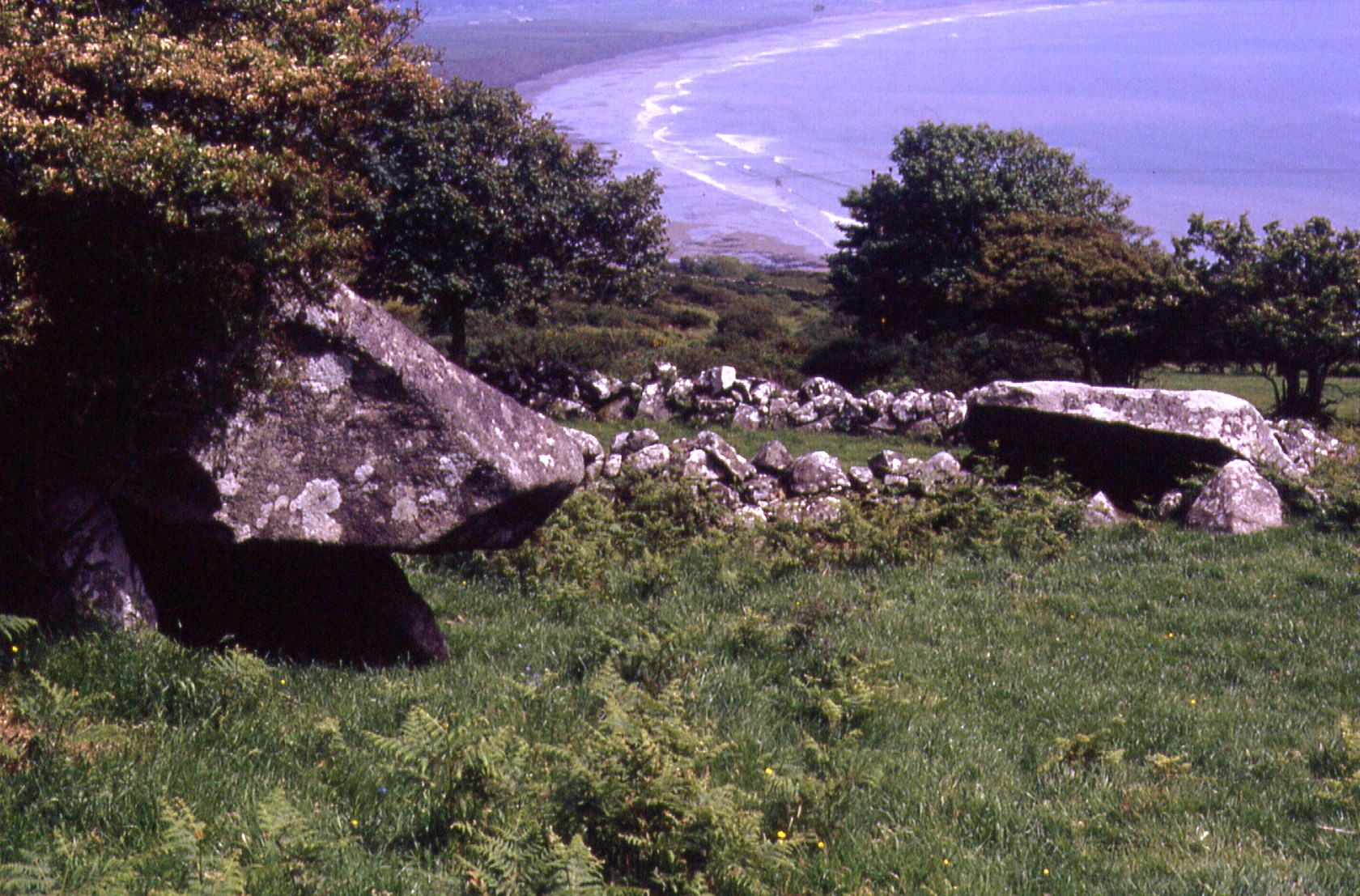
Tan y Muriau

Tan y Muriau (auch Rhiw Burial Chambers) ist eine Megalithanlage bei Rhiw in Gwynedd an der Südspitze der Lleyn-Halbinsel in Wales. Der Long Cairn liegt 125 m hoch auf einem Hang bei Mynydd Rhiw und hat zwei Kammern, die ursprünglich von einem über 100 m langen Steinhügel bedeckt waren. 

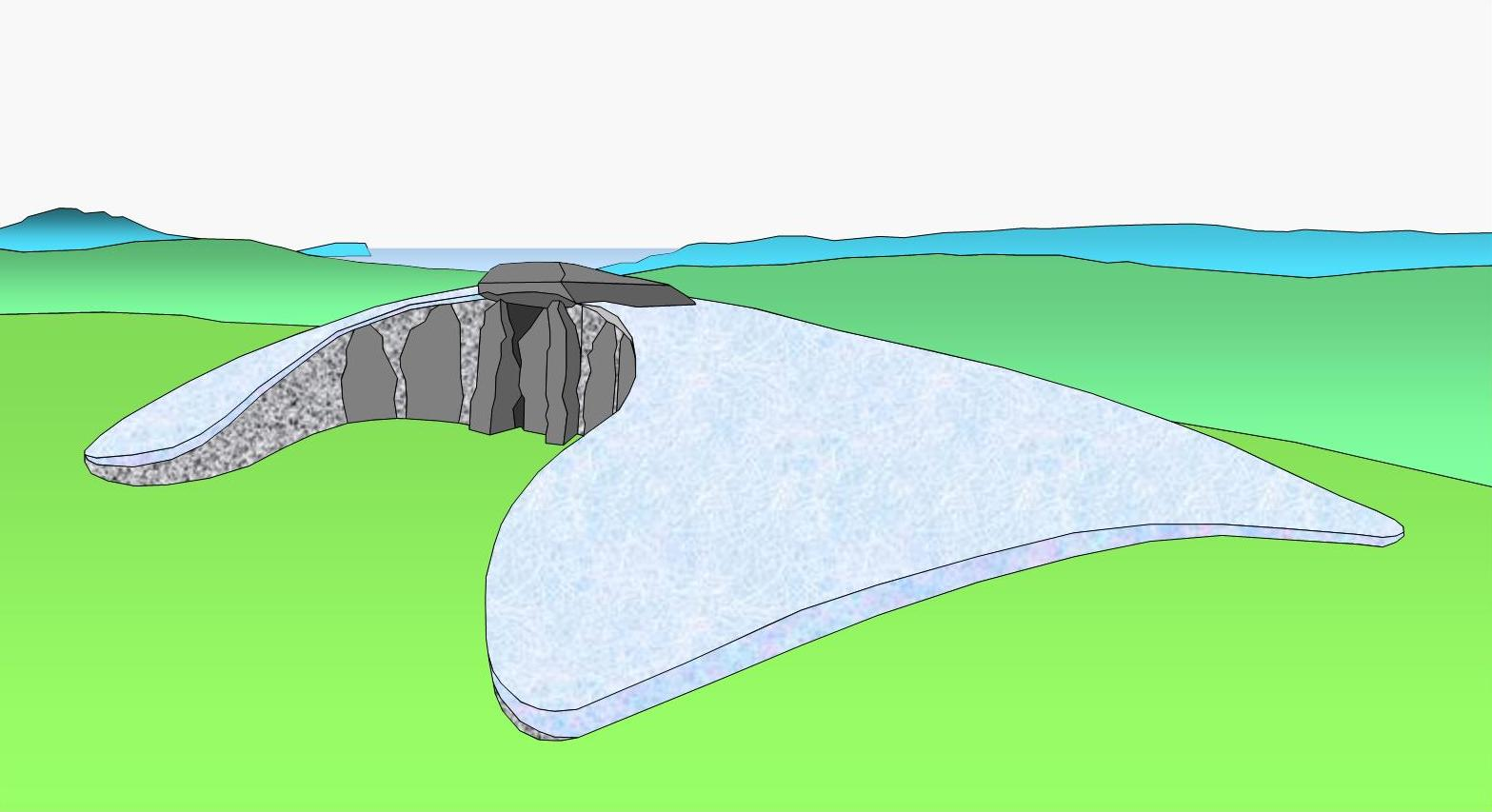
Schema Cotswold Severn Tomb

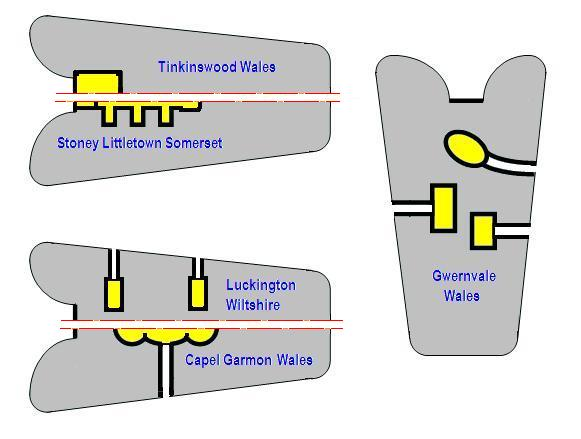
Prinzipskizze Cotswold Severn Tombs

Die Hauptkammer am nordwestlichen Ende macht deutlichen den Eindruck eines Portal-Dolmens mit vier Tragsteinen und einem eindrucksvollen Deckstein. Dahinter liegt der Rest einer kleineren lateralen Kammer, bestehend aus zwei Tragsteinen und einem dünnen Deckstein. 1871 bemerkte J. G. Williams den Rest einer weiteren Kammer am südöstlichen Ende und zu Anfang des 20. Jahrhunderts registrierte W. G. Grimes noch große Steine an diesem Ende des Hügels. Ein einzelner großer Stein kann der erhaltene Rest dieser Kammer sein. Die Anlage ist noch nicht ausgegraben worden.
Tan y Muriau ist kein isoliert gelegenes Cotswold Severn Tomb. Es gibt ungefähr 130 Denkmäler dieses Typs. Sie werden hauptsächlich am Severn gefunden. Es gibt aber auch eine Gruppe im südlichen und einzelne Exemplare im nördlichen Wales. Diese Anlagen wurden ungefähr 3500 v. Chr. errichtet. Der walisische Historiker Frances Lynch hat darauf hingewiesen, dass es bei Tan y Muriau hinter der Hauptkammer eine Einbuchtung im Hügel gibt. Das weist vielleicht darauf hin, dass die Anlage ursprünglich in zwei Stufen errichtet wurde. Diese Ansicht wird durch die mehrphasige Anlage von Dyffryn Ardudwy gestützt. 
Es ist inzwischen anerkannt, dass die Portal-Dolmen am Beginn der Jungsteinzeit in den Jahrhunderten nach 4000 v. Chr. errichtet wurden. Sie sind auf den Kanalinseln, in Cornwall und auf beiden Seiten der Irischen See zu finden, also auch in Irland, nicht aber auf der Isle of Man. Dass die Portal Dolmen von Wales und Irland sich sehr ähnlich sind, weist auf eine gemeinsame religiöse Tradition. Ungewöhnlich ist, dass in Wales offenbar auch mehrere Portal tombs im gemeinsamen Langhügeln liegen.
In der Nähe liegen das Portal Tomb Tyn Fron und die Anlage Llwynfor.